# Vernou-en-Sologne

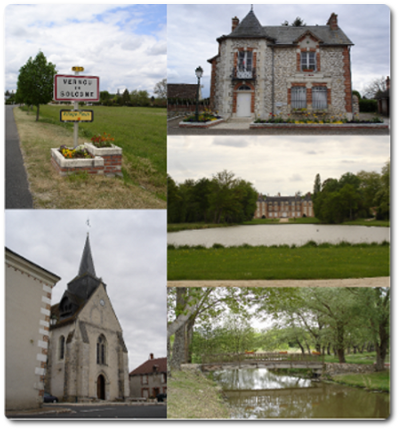
Vernou-en-Sologne

Vernou-en-Sologne ist eine französische Gemeinde mit 557 Einwohnern (Stand: 1. Januar 2022) im Département Loir-et-Cher in der Region Centre-Val de Loire; sie gehört zum Arrondissement Romorantin-Lanthenay und zum Kanton Romorantin-Lanthenay.

## Geographie
Die Gemeinde Vernou-en-Sologne liegt etwa 28 Kilometer ostsüdöstlich von Blois und etwa 49 Kilometer südsüdwestlich von Orléans in der Seenlandschaft Sologne. Durch das Gemeindegebiet von Vernou-en-Sologne fließen parallel in Ost-West-Richtung der Beuvron, und dessen Nebenflüsse Néant und Bonne Heure. Umgeben wird Vernou-en-Sologne von den Nachbargemeinden Montrieux-en-Sologne im Norden, Neung-sur-Beuvron im Nordosten und Osten, Millançay im Südosten, Veilleins im Süden, Courmemin im Südwesten und Westen sowie Bauzy im Nordwesten.

## Bevölkerungsentwicklung
| Jahr                       | 1962 | 1968 | 1975 | 1982 | 1990 | 1999 | 2011 | 2022 |
| Einwohner                  | 705  | 621  | 528  | 502  | 543  | 524  | 613  | 557  |
| Quellen: Cassini und INSEE |      |      |      |      |      |      |      |      |

## Sehenswürdigkeiten
- Kirche Notre-Dame aus dem 12. Jahrhundert
- Kirche von Vernou aus dem 13. Jahrhundert
- Kirche Saint-Jean-Baptiste in Villeneuve

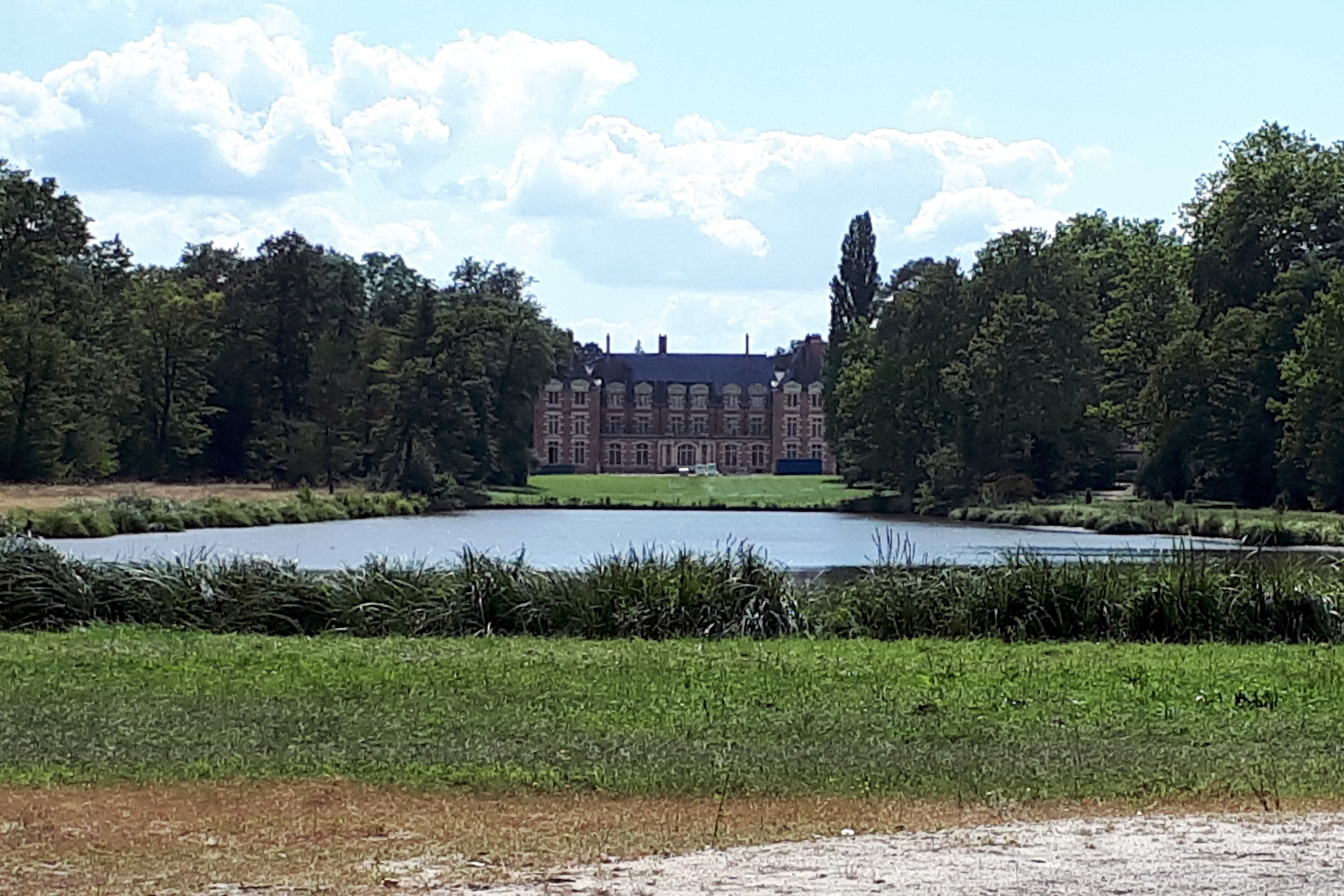
Schloss La Borde aus dem 17. Jahrhundert
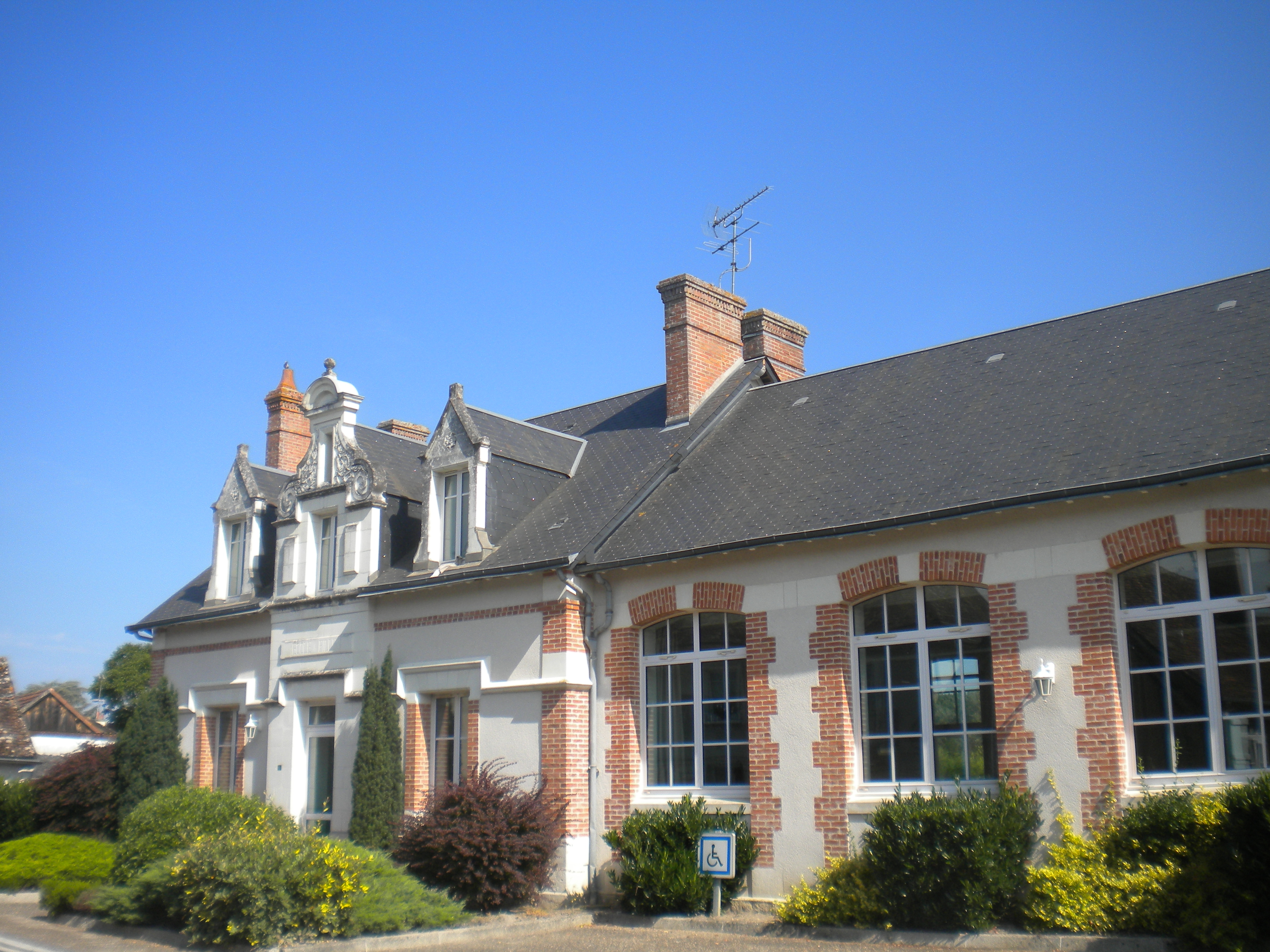
Schule

- Schloss Villeneuve
- Schloss La Motte Louin, 1838 erbaut
- Schloss Les Augères
- Schloss Rouzières
- Schloss La Borde
- Schloss Sassay
- Wasserturm

- Schloss La Borde
- Schule